# Bangun Purba (Padang Bolak)
Bangun Purba is een bestuurslaag in het regentschap Padang Lawas Utara van de provincie Noord-Sumatra, Indonesië. Bangun Purba telt 215 inwoners (volkstelling 2010).